# Baltic (Ohio)
Baltic è un villaggio degli Stati Uniti d'America, situato nello stato dell'Ohio, diviso tra la contea di Tuscarawas, la contea di Coshocton e la contea di Holmes.